# Ciszyca (województwo mazowieckie)
Ciszyca – wieś sołecka w Polsce położona w województwie mazowieckim, w powiecie piaseczyńskim, w gminie Konstancin-Jeziorna. Leży  na lewym brzegu Wisły, przy drodze wojewódzkiej nr 721 w odległości 6 km na wschód od siedziby gminy. 
| SIMC    | Nazwa   | Rodzaj    |
| ------- | ------- | --------- |
| 0003719 | Kliczyn | część wsi |
| 0003725 | Koło    | część wsi |

Wieś szlachecka położona była w drugiej połowie XVI wieku w powiecie czerskim ziemi czerskiej województwa mazowieckiego. W latach 1975–1998 miejscowość administracyjnie należała do województwa warszawskiego.